# Krwiak podtwardówkowy
Krwiak podtwardówkowy (łac. haematoma subdurale, ang. subdural haematoma) – nagromadzenie wynaczynionej krwi pomiędzy oponą twardą a pajęczynówką. Krwotok do przestrzeni podtwardówkowej jest zazwyczaj następstwem ciężkiego uszkodzenia mózgu.
Ze względu na czas od urazu po którym następują objawy, krwiaki dzieli się na:
1. ostre < 3 dni,
2. podostre < 20 dni,
3. przewlekłe >21 dni.

## Epidemiologia
Krwiak podtwardówkowy stanowi 80% wszystkich krwiaków wewnątrzczaszkowych.

## Etiologia
Krwiaki podtwardówkowe powstają jako wynik ciężkiego uszkodzenia ośrodkowego układu nerwowego, występując w <1% wszystkich urazów. W 30-50% towarzyszą złamaniom kości czaszki.
Krwawienie ma miejsce do przestrzeni podtwardówkowej, położonej między oponą twardą a oponą pajęczą. Najczęściej dochodzi do niego wskutek przerwania żył górnych mózgu (żył mostkowych), przenikających przez przestrzeń podtwardówkową do zatoki strzałkowej górnej. 

## Objawy i przebieg
Objawy krwiaka podtwardówkowego różnią się w zależności od rodzaju, siły urazu i lokalizacji krwiaka. W przypadku ostrych krwiaków podtwardówkowych mogą wystąpić objawy niedowładu lub porażenia połowicznego, zaburzenia chodu, zaburzenia mowy, poszerzenie źrenicy i brak jej reaktywności po stronie krwiaka, spadek tętna, zaburzenia świadomości, napady padaczkowe, śpiączka. Przy krwiakach podostrych występuje najczęściej ból głowy, nudności i wymioty, spowolnienie psychoruchowe i niedowład połowiczy. Natomiast przewlekły krwiak może nie powodować objawów lub objawy mogą przyjąć postać umiarkowanych bólów głowy, spowolnienia, senności, napadów drgawkowych czy miernie nasilonego niedowładu.

## Rozpoznanie
Rozpoznanie opiera się na wynikach badań neuroobrazowych, np. tomografii komputerowej lub rzadziej śródoperacyjnie.

## Leczenie
Ostry krwiak podtwardówkowy musi być leczony chirurgicznie. Leczenie krwiaka podostrego zależy od stanu klinicznego pacjenta i stopnia upłynnienia krwiaka. Krwiak przewlekły leczony zachowawczo zazwyczaj rzadko udaje się wyleczyć; stąd konieczny jest zwykle planowy zabieg trepanacji.

## Rokowanie
Opracowano skale rokowania w przewlekłym krwiaku podtwardówkowym:
Skala Bendera
- 1 – Brak zaburzeń świadomości i brak objawów ogniskowych
- 2 – Zaburzenia świadomości i objawy ogniskowe
- 3 – Stupor i znaczne objawy ogniskowe
- 4 – Śpiączka (rozszerzone źrenice, odmóżdżenie bądź odkorowanie)

Skala Markwaldera
- 0 – Brak objawów neurologicznych
- 1 – Ból głowy, asymetria odruchów
- 2 – Zaburzenia świadomości, niedowład połowiczy
- 3 – Stupor, porażenie połowicze
- 4 – Śpiączka (odmóżdżenie lub odkorowanie)

## Klasyfikacja ICD10
| kod ICD10     | nazwa choroby                                       |
| ------------- | --------------------------------------------------- |
| ICD-10: I62.0 | KRWOTOK POD OPONĄ TWARDĄ (OSTRY) (NIEURAZOWY)       |
| ICD-10: P10.0 | KRWOTOK PODTWARDÓWKOWY SPOWODOWANY URAZEM PORODOWYM |
| ICD-10: S06.5 | URAZOWY KRWOTOK PODTWARDÓWKOWY                      |